# Itamon (fils de Ramsès II)
Itamon ou Itiamon, est un fils de Ramsès II.

## Biographie
Itamon, dont le nom signifie « Amon est son père », est le quinzième fils de Ramsès II.
De l'existence de Itamon, on ne connaît presque rien, si ce n'est qu'il devait avoir une occupation sur les domaines d'un harem.
Sa mère reste inconnue.